# Imsbacherhof
Imsbacherhof (historisch: Imsbach) ist ein Ortsteil der Ortsgemeinde Trulben im Landkreis Südwestpfalz in Rheinland-Pfalz.

## Geschichte

### Mittelalter
Der heutige Ortsteil war ursprünglich als Imsbach ein selbständiges Dorf, das 1404 als „Ymesbach“ erwähnt wurde. Es lag im Amt Lemberg der Grafschaft Zweibrücken-Bitsch und dort in der Amtsschultheißerei Trulben.

### Frühe Neuzeit
1570 verstarb Graf Jakob von Zweibrücken-Bitsch (* 1510; † 1570) als letztes männliches Mitglied seiner Familie. Das Amt Lemberg erbte seine Tochter, Ludovica Margaretha von Zweibrücken-Bitsch, die mit dem (Erb-)Grafen Philipp (V.) von Hanau-Lichtenberg verheiratet war. Ihr Schwiegervater, Graf Philipp IV. von Hanau-Lichtenberg, gab durch die sofortige Einführung des lutherischen Bekenntnisses dem streng römisch-katholischen Herzog Karl III. von Lothringen Gelegenheit, militärisch zu intervenieren, da dieser die Lehnshoheit über die ebenfalls zum Erbe gehörende Herrschaft Bitsch besaß. Im Juli 1572 besetzten lothringische Truppen die Grafschaft. Da Philipp IV. der lothringischen Übermacht nicht gewachsen war, wählte er den Rechtsweg. Beim anschließenden Prozess vor dem Reichskammergericht konnte sich Lothringen hinsichtlich der Herrschaft Bitsch durchsetzen, das Amt Lemberg dagegen – und somit auch Imsbach – wurde der Grafschaft Hanau-Lichtenberg zugesprochen.
1736 starb mit Graf Johann Reinhard III. der letzte männliche Vertreter des Hauses Hanau. Aufgrund der Ehe seiner einzigen Tochter, Charlotte (* 1700; † 1726), mit dem Erbprinzen Ludwig (VIII.) (* 1691; † 1768) von Hessen-Darmstadt fiel die Grafschaft Hanau-Lichtenberg nach dort. 

### Neuzeit
Im Zuge der Französischen Revolution fiel der linksrheinische Teil der Grafschaft Hanau-Lichtenberg – und damit auch das Amt Lemberg und Imsbach – 1794 an Frankreich. Nach dem Ende der napoleonischen Herrschaft kam Imsbach zum bayerischen Rheinkreis. Imsbach verlor im Laufe der Zeit zunehmend an Einwohnern, bis nur ein einzelner Hof verblieb und es Trulben zugeschlagen wurde. Heute gehört es unter der Bezeichnung Imsbacherhof zu Trulben.